# NGC 2610
NGC 2610 (другое обозначение — PK 239+13.1) — планетарная туманность в созвездии Гидры. Открыта Уильямом Гершелем в 1785 году.
Туманность имеет достаточно большой угловой диаметр — 40 секунд дуги. NGC 2610 имеет симметричную форму без каких-либо неоднородностей в распределении яркости. Гелий в туманности дважды ионизован, что свидетельствует о высокой электронной температуре — около 20000 K. Величина межзвёздного покраснения для туманности мала, интенсивность практически всех эмиссионных линий в туманности согласуется с теорией, кроме линии трижды ионизованного неона на длине волны 2424 ангстрема: она в два раза сильнее, чем предсказывается теорией.
Этот объект входит в число перечисленных в оригинальной редакции «Нового общего каталога».